# Ivan Pokorný
Ivan Pokorný (* 12. prosince 1952, Praha) je český režisér, scenárista a příležitostný herec.

## Život
Původně začínal jako divadelní a filmový herec, hrát začal už jako středoškolský student. Pro diváky je nejvíce známý svou rolí mladého arogantního číšníka ve filmu Vrchní, prchni, objevil se i ve filmu Jáchyme, hoď ho do stroje!. Po ukončení DAMU se začal více věnovat divadelní režii.
V roce 1983 emigroval se svou manželkou spisovatelkou a scenáristkou Ivou Procházkovou a třemi dětmi do Rakouska a Německa. Tam se posléze stal filmovým režisérem. V devadesátých letech 20. století se vrátil i s manželkou do České republiky.
Od konce 20. století se věnuje především televizní seriálové tvorbě. Podílel se na režii seriálů Přízraky mezi námi, Expozitura, Kriminálka Anděl, Vraždy v kruhu (scénář k tomuto seriálu napsala jeho manželka Iva Procházková).